# Henriette Jügel

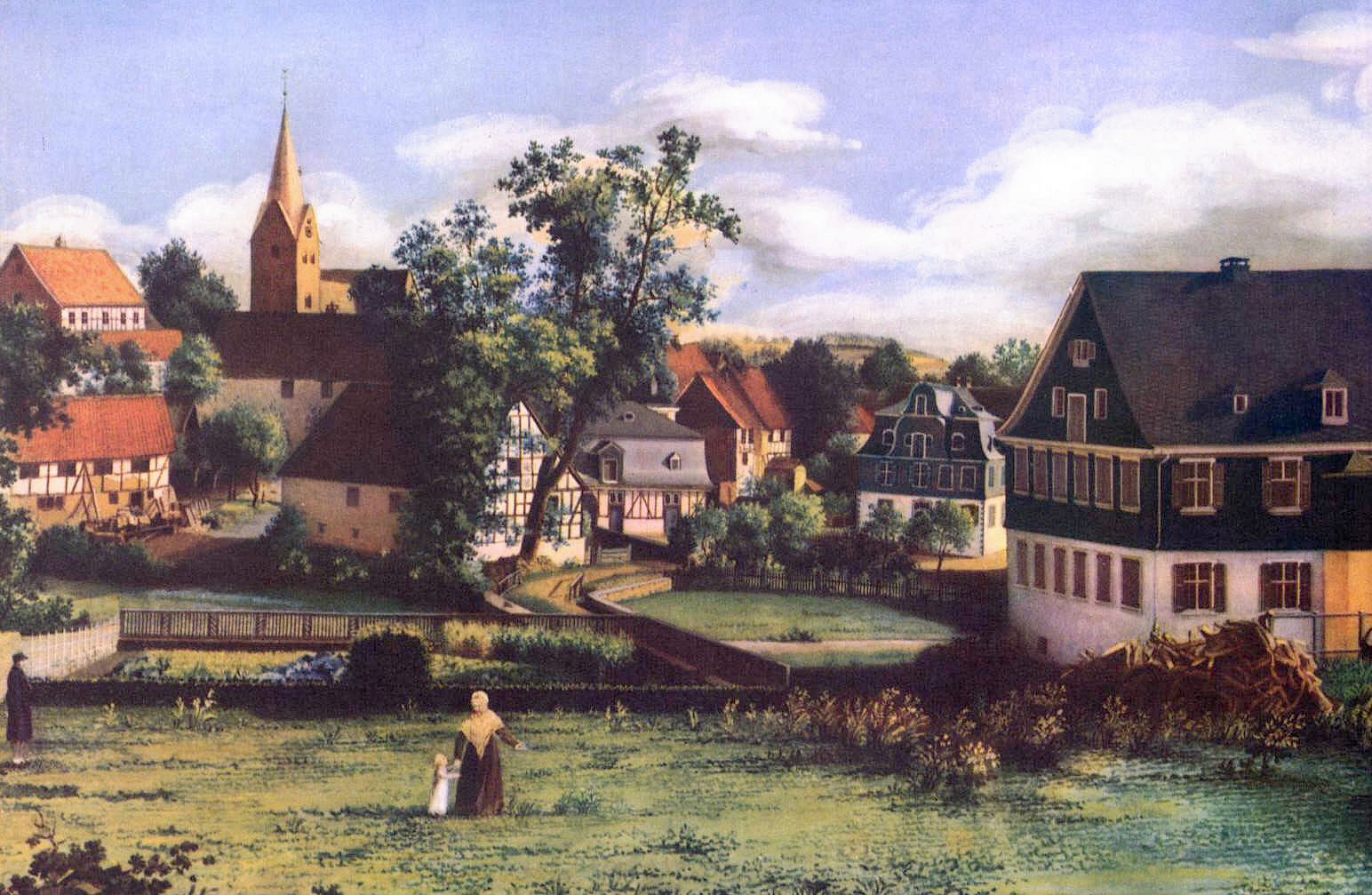
Alt-Gummersbach mit dem „Baumhof“, 1807, Aquarell 26,5 × 40 cm

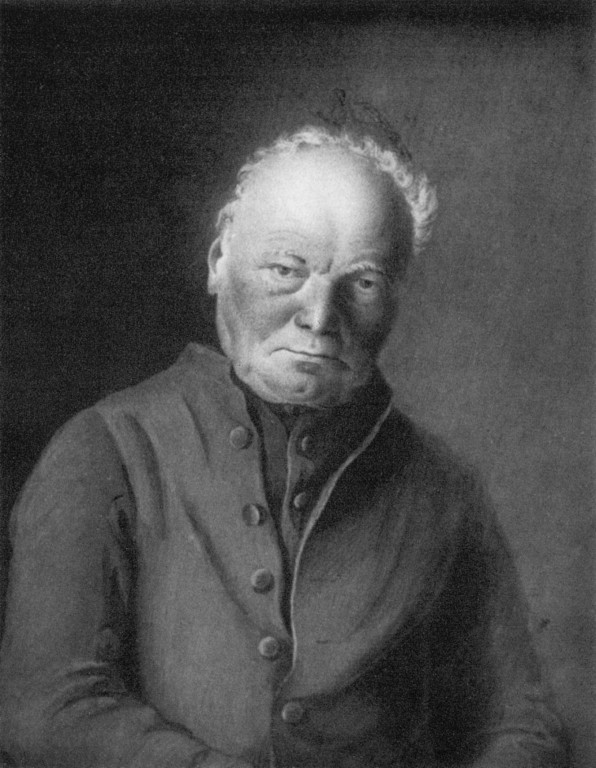
Johann Peter Heuser, 1807

Henriette Elisabetha Jeanette Jügel (* 11. Januar 1778 in Remagen; † 12. März 1850 in Gummersbach) war eine deutsche Landschafts- und Porträtmalerin. Von ihr stammt die älteste Ansicht Gummersbachs.

## Familie
Henriette Jügel kam 1778 als fünftes Kind des Ehepaars Johann Friedrich Jügel und Anna Wilhelmine, geb. Kirberger, in Remagen zur Welt. Die Mutter stammte aus Bendorf und war die Tochter des Kaufmanns und Schöffen Anton Kirberger. Henriettes Vater, ein experimentierfreudiger Chemiker und Kattunfabrikant, zog nach mehr oder weniger erfolglosen Versuchen zur Textilfärbung in Vallendar, Remagen und Düren mit der Familie 1785 nach Berlin, wo er um 1800 verstarb.
Die Jügel-Kinder entwickelten fast ausnahmslos künstlerisch-schöngeistige Talente: Henriettes älterer Bruder Friedrich unterrichtete Kupferstechkunst als Professor an der Königlich Preußischen Akademie der Künste in Berlin, vom jüngeren Bruder Carl – Kunst- und Verlagsbuchhändler in Frankfurt am Main – stammen einige Zeichnungen historischer Szenen sowie literarische Arbeiten; zum Beispiel verfasste er eine der frühesten Reiseschilderungen von Frankfurt in das damals noch fast unerschlossene und sehr unwegsame Oberbergische nebst einer Beschreibung von Teilen desselben. Die Schwestern Louise und Christiane erlernten für ihre Stellungen als Gesellschafterinnen am Preußischen Königshof das Harfespiel. Schließlich wurde die familiäre Begabung für das Zeichnen und Malen auch an die Folgegeneration in Person von Henriettes Nichten Adeline Jaeger, Alwine Schroedter und vor allem Louise Wüste weitergegeben.

## Leben
Henriette Jügel studierte mit Erfolg an der Berliner Akademie in den Fächern Zeichnen, Landschafts- und Porträtmalerei (mit Schwerpunkt Miniaturen) und wurde dort auch mehrfach ausgestellt.
Nach dem Tod des Vaters übersiedelte die Witwe 1806 mit den Töchtern Henriette und Christiane nach Gummersbach zu der dort verheirateten Louise, welche Daniel, ein Sohn des „ersten Gummersbacher Millionärs“ Johann Peter Heuser, zur Frau genommen hatte. In der neuen Heimat widmete sich Henriette weiter der Malerei – 1807 entstand die älteste Ansicht des Kirchdorfs – sowie dem Zeichnen von Stickmustern. Außerdem unterrichtete sie Stickerei in dem von Schwester Christiane gegründeten Mädchenpensionat. Sei es aus Neigung, sei es „umständehalber“, blieb Henriette Jügel unverheiratet.
Schon in frühen Jahren zeigten sich bei Henriette erste Anzeichen einer Psychose. Späterhin verwirrte sich ihr Geist mehr und mehr. Da die Symptome ihrer Krankheit jedoch eher harmloser Natur waren, konnte Henriette Jügel – finanziell unterstützt von ihrem Bruder Carl und ihrem Schwager Daniel Heuser – in ihrem Wahlheimatort frei umher wandeln. Von ihren Mitbürgern erhielt Gummersbachs erste Malerin, auf ihren Spaziergängen meist in Begleitung einer an der Leine geführten Ziege, den derb-liebevollen Beinamen „die dolle Jette“. Geachtet und wohl behütet verbrachte die Künstlerin ihren Lebensabend im Hause ihres Schwagers und verstarb dort im Jahre 1850.

## Werk

### Bilder auf Ausstellungen der Berliner Akademie
| Jahr | Bezeichnung                                                          | Katalognummer |
| ---- | -------------------------------------------------------------------- | ------------- |
| 1794 | Eine Landschaft mit Hirschen, nach Ridinger mit der Feder gezeichnet | Nr. 184       |
| 1795 | La bonne petite sœur, eine Federzeichnung nach Loutherbourg          | Nr. 266       |
| 1810 | Eine Landschaft nach der Natur in Wasserfarben                       | Nr. 116       |
| 1810 | Zwei Porträts nach der Natur, Migniaturgemälde                       | Nr. 117       |
| 1810 | Ein Migniaturporträt                                                 | Nr. 118       |
| 1812 | Ein Porträt bei Lichtbeleuchtung, Kniestück, Migniaturgemälde        | Nr. 152       |

### Weitere Bilder mit Angabe zum Verbleib
| Jahr     | Bezeichnung                                                            | Verbleib |
| -------- | ---------------------------------------------------------------------- | --- |
| 1797     | Der Graf, Miniaturporträt                                              | Düsseldorf, Privatbesitz |
| um 1800  | o. Bez.; H.J.s Schwester Louise darstellend, Miniaturporträt           | Düsseldorf, Privatbesitz |
| um 1807  | Baumhof (Ansicht Alt-Gummersbachs), Aquarell                           | Stadt Gummersbach (vormals Kalifornien, USA, Privatbesitz)                                                                                |
| um 1807  | o. Bez.; H.J.s Schwägerin Johanna Heuser darstellend, Miniaturporträt  | Feldafing, Privatbesitz |
| um 1807  | o. Bez.; H.J.s Mutter darstellend, Aquarell                            | USA, Privatbesitz |
| um 1807  | o. Bez.; Johann Peter Heuser darstellend, Aquarell                     | Gleschendorf, Privatbesitz |
| 1809     | o. Bez.; Zwei junge Frauen am Kaffeetisch, Gouache auf Pergament       | Berlin, Stadtmuseum Berlin |
| 1809     | o. Bez.; Sitzende Frau mit zwei Kindern, Gouache auf Pergament         | Berlin, Stadtmuseum Berlin |
| ca. 1815 | o. Bez.; Brustbild eines preußischen Offiziers, Miniatur auf Elfenbein | ?, ehemals Hamburg, Slg. A. Jaffé (Verst. Kat. Rudolph Lepke-Berlin 1912, Nr. 223 [mit Abb.])                                             |
| ?        | unbezeichnete Miniatur                                                 | Wuppertal-Barmen ?, Slg. G. Muthmann (Leo R. Schidlof: La miniature en Europe aux 16e, 17e, 18e et 19e siècles, Graz 1964, Bd. 1, S. 425) |